# Daniel Brendel von Homburg
Pour les articles homonymes, voir Brendel et Hombourg.
 (juin 2012).
Améliorez-le ou discutez des points à vérifier. 
Daniel Brendel von Homburg, né le 22 mars 1523 à Aschaffenbourg, où il est mort le 22 mars 1582, est archevêque et prince-électeur de Mayence de 1555 à 1582.

## Biographie
Daniel était fils de Frédéric Brendel von Homburg, et de Marguerite von Bellersheim, l'un et l'autre illustres par leur naissance et leur attachement au catholicisme, sa voie ecclésiastique était toute tracée. Chanoine et scolastique de l'église de Spire, puis chanoine de Mayence, il est, en qualité de représentant de Mayence, signataire du traité de la paix de Passau, et participe à la diète d'Augsbourg. Lorsqu'on lui annonça mort de l'archevêque Sébastien von Heusenstamm, on lui enjoint de s'en revenir pour l'élection d'un nouveau pasteur. C'est lui qui fut élu, le 18 avril 1555, sans qu'il s'y attendît, malgré la brigue de son confrère, Richard, de la branche palatine de Simmern, qui, l'an 1559, devint prévôt de Mayence, et, quelque temps après, embrassa le luthéranisme. Daniel Brendel von Homburg meurt le 22 mars 1582, dans son palais d’Aschaffenbourg, et est inhumé dans sa cathédrale. Il avait des mœurs très régulières, et un grand zèle pour la foi catholique, quoique sa ville et son palais même fussent remplis de Protestants.

## Rôle politique et ecclésiastique
L'an 1558, on vit arriver à Francfort-sur-le-Main, au mois de février, le prince d'Orange, qui venait à la tête d'une brillante ambassade signifier aux électeurs l'abdication de la couronne impériale par Charles Quint au mois de septembre 1556, en faveur de Ferdinand, son frère, roi des Romains. L'électeur de Mayence, escorté de deux cents chevaux, se rendit, le 20 février, au lieu où, quatre jours après, Ferdinand fut reconnu solennellement empereur par tout le collège électoral.
Daniel participe, l'année suivante 1559, à la diète d'Empire à Augsbourg, qui confirme le recès de celle de 1555 (plus connu en Allemagne sous le nom de paix d'Augsbourg), portant qu'on n'inquiéterait aucun prince pour cause de religion, soit qu'il persévérât dans l'ancienne religion, soit qu'il embrassât la nouvelle ; mais que les ecclésiastiques qui prendraient ce dernier parti, seraient déchus par là de leurs bénéfices et dignités. À ceux qui étaient dans la juridiction d'un prince d'une autre religion que la leur, il était loisible d'immigrer, selon la règle qui sera formulée plus tard : « cujus regio, ejus religio ».
Le 9 décembre 1561, il fonde le « Collège du prince-électeur » (aussi appelé collège des Jésuites), et confie aux jésuites la responsabilité de la maison Algesheim à partir de 1562. L'année 1562 est mémorable dans les fastes de Mayence par la pompe avec laquelle Daniel y fit célébrer la Fête-Dieu. Il porta lui-même le saint sacrement à la procession, précédé de tout son clergé revêtu d'ornements précieux, et portant, suivant la coutume des couronnes de feuilles de chêne pour se garantir des ardeurs du soleil. Il concourut, la même année, à l'élection de Maximilien II, roi des Romains, qui se fit, le 24 novembre, à Francfort, et six jours après, il présida la cérémonie de son sacre.
Le 27 décembre suivant, l’empereur, sollicité de demander au pape la communion au calice pour les laïques et la permission de se marier pour les prêtres, écrit aux trois archevêques du Rhin pour avoir là-dessus leur avis. S'étant assemblés en conséquence à Coblence, ils envoyèrent chacun des députés à Vienne pour discuter ces deux points avec les députés de l'archevêque de Salzbourg et Albert de Bavière, sous la présidence de l'évêque de Gurk. Sur le premier point, on convint unanimement que la communion au calice pouvait être accordée aux laïques selon le bon plaisir des ordinaires. Mais il y eut partage sur le second. Les députés de Mayence rejetèrent le mariage des prêtres comme une innovation qui renverserait toute la discipline de l'église. Les autres furent d'un avis contraire. L'empereur écrivit, le 14 août 1563, à Daniel pour l'engager à se relâcher sur le célibat sacerdotal dans l'Église catholique. Mais le prélat, ayant conféré sur ce sujet, le 6 décembre, avec ses deux collègues à Coblence, répondit qu'il ne pouvait se décider sur une matière aussi grave sans avoir consulté, dans un concile provincial, ses suffragants. L'empereur avait, cependant, envoyé des députés au pape Pie IV, qui, par sa lettre du 16 avril 1564, permit à Daniel d'autoriser la communion au calice pour le peuple à la messe, sous certaines conditions. Mais on ne voit pas qu'on ait usé de cette permission dans l'église de Mayence, et il paraît qu'on n'y changea rien à cet égard dans la discipline, non plus que pour le célibat des prêtres.
L'an 1570, à la diète de Spire, Daniel célébra le mariage d'Élisabeth, fille de Maximilien II, avec Charles IX de France, représenté par l'archiduc Ferdinand. Henri, duc d'Anjou, frère de Charles IX, ayant pris sa route par l'Allemagne, l'an 1573, pour aller se mettre en possession du trône de Pologne, l'électeur de Mayence lui fit une réception solennelle, le 15 décembre, à son arrivée dans cette ville. Daniel, l'an 1575, à la diète de Ratisbonne, donna son suffrage, le 27 octobre, pour l'élection de Rodolphe II, nouveau roi des Romains, qu'il couronna le 1er novembre suivant. Maximilien II, père de ce prince, étant mort le 12 octobre 1576 à Prague, Daniel, invité à ses funérailles, y envoya, pour tenir sa place, Wolfgang, prévôt de sa cathédrale, qui, dans la marche du convoi (le 22 mars 1577), eut à ses côtés les électeurs de Cologne et de Trêves, et son siège dans l'église immédiatement après le nouvel empereur. Daniel augmenta les revenus de son église par la réunion qu'il y fit, en 1559, de la plus grande partie du comté de Rieneck (de), comme d'un fief de sa mouvance, vacant par la mort du dernier comte Philippe. Les électeurs de Mayence en firent depuis une nouvelle inféodation aux comtes de Nostitz.

## Sources
- Charles Clémencet, avec la collaboration de Maur Dantine et d'Ursin Durand, L'Art de vérifier les dates, 1750